# بنت چیرک
بنت چیرک  یک روستا در الجزایر است که در ناحیه أولاد خضیر واقع شده‌است.
 بنت چیرک   ۳۴۹ متر بالاتر از سطح دریا واقع شده‌است.